# Красное Облако
Кра́сное О́блако (Красная Туча, лакота: Maȟpíya Lúta, примерное произношение: Махпи́я Лу́та) (1822 год — 10 декабря 1909 года) — выдающийся вождь и дипломат оглала-сиу, который в результате так называемой «войны Красного Облака» (1866-1868 годы) сумел добиться вывода американских войск из долины реки Паудер в юго-восточной части Монтаны и на севере Вайоминга и подписания наиболее приемлемого для индейцев договора.

## Биография
Красное Облако родился вблизи реки Платт на территории современного штата Небраска. Благодаря отваге и храбрости, проявленным им в битвах с врагами племени, стал вождём общины оглала.
В начале 1860-х годов Джон Бозмен и Джон Джейкобс нашли новый путь на золотые прииски Монтаны, который проходил через индейские земли, и по нему двинулись караваны переселенцев и золотоискателей. В 1863 году по землям лакота, шайеннов и арапахо проложили новую дорогу, которая получила название Бозменский тракт. Она соединила шахтёрские города Западной Монтаны с Орегонским путём.
В 1865 году Красное Облако не дал, под угрозой применения силы, специально посланному американскому отряду произвести разведку местности вдоль Бозменского тракта, шедшего через Монтану. Американцы проигнорировали это предупреждение и направили армию в Вайоминг для обеспечения строительства дороги вдоль реки Паудер. В результате начавшегося столкновения в 1866 году под Форт-Кинри был уничтожен отряд американской армии в составе 81 человека под руководством Уильяма Феттермана, а в 1868 году был подписан договор в Форт-Ларами, по которому американские военные, пойдя на уступки, согласились убрать с территории, занимаемой лакота, все форты и укреплённые посты и вывести все гарнизоны. Красное Облако был единственным военным лидером североамериканских индейцев, которому удалось одержать победу в войне с США.
Хотя впоследствии этого вождя иногда обвиняли в соглашательской политике, нельзя не учитывать того, что он побывал в составе делегации в Вашингтоне и Нью-Йорке и мог трезво оценивать шансы индейского сопротивления, продолжая отстаивать интересы своего народа мирным путём.
Умер Красное Облако в 1909 году в резервации Пайн-Ридж в своём доме, построенном для него правительством США.

## Образ в культуре
В мини-сериале «На Запад» (2005) роль Красного Облака играл Рауль Трухильо.